# Bodia
Bodia – wieś w Rumunii, w okręgu Sălaj, w gminie Buciumi. W 2011 roku liczyła 232 mieszkańców.